# 泰國商會大學
泰國商會大學或簡稱UTCC（泰語：มหาวิทยาลัยหอการค้าไทย）是泰國一所私立大學。科系包括商務，會計，經濟，人文，科學，傳播藝術，工程和法律。通過美國ACBSP認可。

## 歷史
是泰國民辦大學中歷史最悠久。商學院時期，最初只開放六個月和兩年學習課程。只招收三百人。太平洋戰爭之故，於1941年12月被日軍侵占，因而暫停開放。自1963年重開放。1984年升格大學。

## 學院和課程

### 博士與碩士學位課程
- 研究所

### 學士學位課程
- 工商管理學院
- 會計學院
- 經濟學院
- 人文學院
- 科技學院
- 理學院
- 傳播藝術學院
- 工程學院
- 法律學院
- 旅遊服務學院
- 幼兒教育學院
- 數字藝術設計學院
- 創業學院

### 英語課程
- 國際管理學院

### 中文課程
- 泰中國際管理學院

## 著名校友
- 徐志賢（Bie）
- 孔查可恩·宋善藤（Gookgiik）
- 莫妲·娜琳叻（Mookda）
- 安娜·格魯克斯（Anna）